# Mimetes cucullatus
Mimetes cucullatus es una especie de arbusto perteneciente a la familia Proteaceae. 

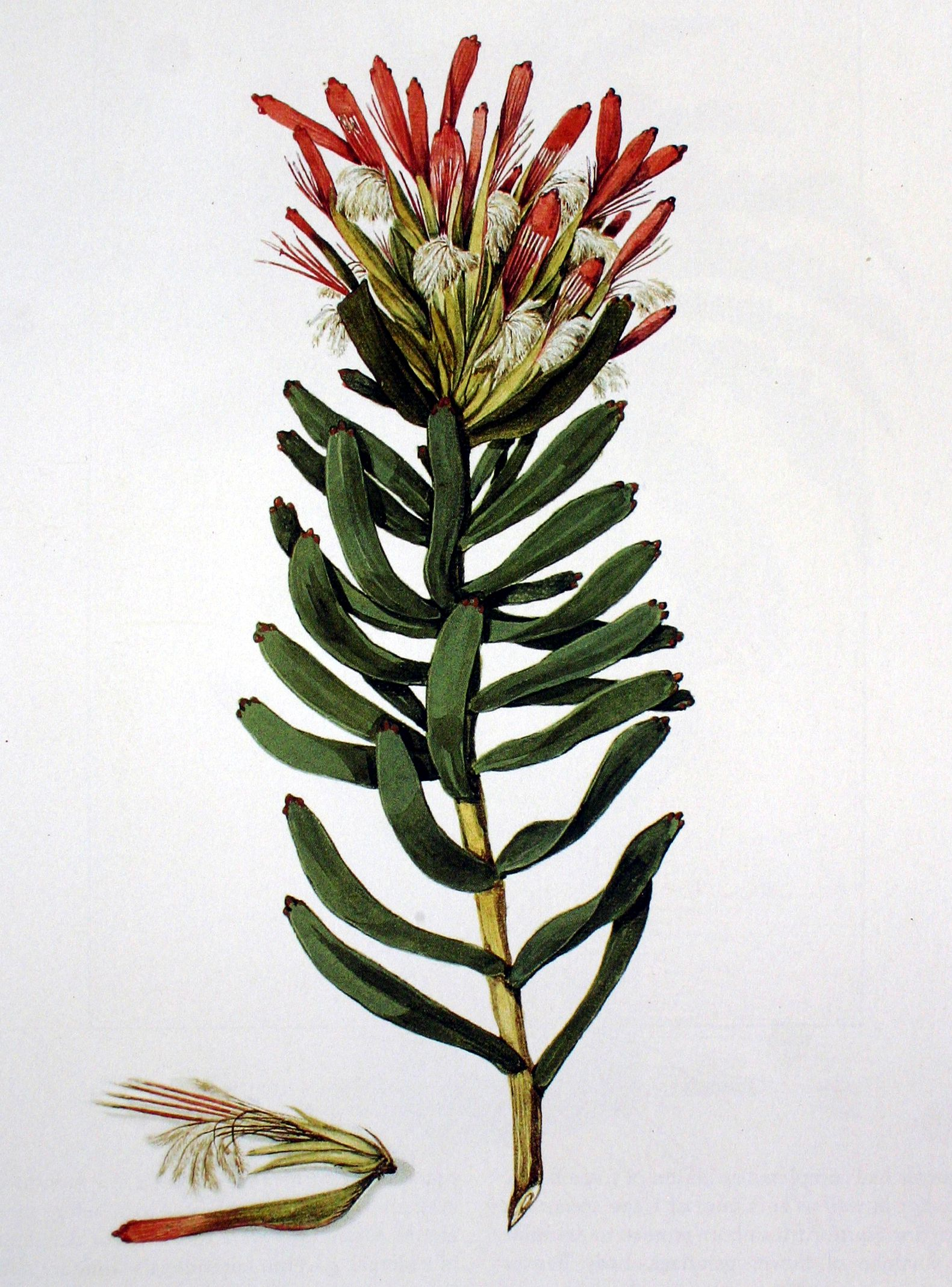
Ilustración

## Descripción
Esta planta es un rebrotadora, que comienza un nuevo crecimiento de su base después de un incendio. Esto es inusual para Mimetes, como todas las demás especies, sus semillas germinan después de un incendio, pero las plantas adultas son destruidas por el fuego.
Tiene raíces muy sensibles y nunca debe ser molestada, ya que esto tendrá un efecto adverso en la planta.

## Distribución
Se encuentra en la vegetación del fynbos del Reino florístico del Cabo, localizada en la Provincia del Cabo Occidental de Sudáfrica.

## Reproducción
Esta especie, junto con otros miembros del género Mimetes, está adaptada a la polinización por las aves.
M. cucullatus comparte una característica con el resto de las Proteoideae: tiene unas glándulas especiales en las puntas de sus hojas, que atrae a las hormigas. Se cree por algunos que se trata de un mecanismo de defensa. Además, las hormigas son los principales diseminadores de las semillas de M. cucullata.

## Cultivo
M. cucullatus es una planta poco común y bella. Es popular entre las personas que tienen interés en las plantas indígenas  y los jardines silvestres . Debido a que es un rebrotadoras, responde bien a la poda severa.

## Taxonomía
Mimetes cucullatus fue descrito por Robert Brown y publicado en Philosophical Magazine and Journal x: 107. 1810.
Sinonimia
- Mimetes lyrigera Salisb. ex Knight[3][4]